# Тадессе Абрахам
Тадессе Абрахам (нем. Tadesse Abraham; тигринья ታደሰ አብራሃም; род. 12 августа 1982, Асмэра, Эфиопия) — швейцарский и эритрейский легкоатлет, специализирующийся в марафонском беге. Чемпион Европы 2016 года в полумарафоне. Участник летних Олимпийских игр 2016 года.

## Биография
В детстве занимался велоспортом, но после того, как в 15 лет попал в аварию, переключился на бег. Выступать на соревнованиях начал с 2002 года. Свой первый забег в карьере он выиграл, несмотря на кроссовки, которые были на три размера меньше, и кровавые мозоли, полученные на дистанции.
В 2004 году выступал за сборную Эритреи на чемпионате мира по кроссу, где занял 58-е место в юниорском забеге. Несколько лет спустя, когда выяснилась реальная дата рождения Тадессе, оказалось, что на тот момент ему был 21 год (при ограничении в 19 лет), поэтому результат был аннулирован. По окончании чемпионата он так и не вернулся на родину, решив попытать счастья в Швейцарии, где остановился в городе Устер.
Из-за сложной процедуры получения швейцарского гражданства долгое время участвовал только в коммерческих пробегах. Выигрывал полумарафоны в Женеве, Устере и Барселоне, марафон в Цюрихе, был в десятке на Берлинском марафоне, марафоне в Тэгу и Торонто.
Спустя 10 лет после приезда в Швейцарию, в апреле 2014 года, получил гражданство этой страны. К тому моменту он уже был женат на швейцарке и воспитывал сына. В дебютном старте за свою новую сборную занял девятое место на домашнем чемпионате Европы в марафонском беге.
На чемпионате мира 2015 года стал 19-м в марафоне.
В 2016 году установил новый рекорд страны на Сеульском марафоне — 2:06.40. Летом на чемпионате Европы в полумарафонском беге Тадессе с самого начала дистанции был в числе лидеров вместе с Кааном Озбиленом из Турции и Эвансом Киплагатом из Азербайджана. Перед финишем он предпринял рывок, который принёс ему золотую медаль и помог сборной Швейцарии выиграть командное первенство.
На Олимпийских играх в Рио-де-Жанейро занял 7-е место в марафоне, лучшее среди европейских бегунов.

## Основные результаты
| Год  | Турнир                                   | Место проведения         | Дисциплина  | Место | Результат |
| ---- | ---------------------------------------- | ------------------------ | ----------- | ----- | --------- |
| 2004 | Чемпионат мира по кроссу среди юниоров   | Брюссель, Бельгия        | кросс 8 км  | —     | DQ        |
| 2009 | Цюрихский марафон                        | Цюрих, Швейцария         | марафон     | 1-е   | 2:10.09   |
| 2010 | Берлинский марафон                       | Берлин, Германия         | марафон     | 7-е   | 2:09.24   |
| 2012 | Марафон Тэгу                             | Тэгу, Южная Корея        | марафон     | 7-е   | 2:10.26   |
| 2013 | Цюрихский марафон                        | Цюрих, Швейцария         | марафон     | 1-е   | 2:07.45   |
| 2014 | Чемпионат Европы                         | Цюрих, Швейцария         | марафон     | 9-е   | 2:15.05   |
| 2015 | Барселонский полумарафон                 | Барселона, Испания       | полумарафон | 1-е   | 1:00.42   |
| 2015 | Кубок Европы по бегу на 10 000 метров    | Кальяри, Италия          | 10 000 м    | 4-е   | 28.41,37  |
| 2015 | Чемпионат мира                           | Пекин, Китай             | марафон     | 19-е  | 2:19.25   |
| 2016 | Сеульский международный марафон          | Сеул, Южная Корея        | марафон     | 4-е   | 2:06.40   |
| 2016 | Чемпионат Европы                         | Амстердам, Нидерланды    | полумарафон | 1-е   | 1:02.03   |
| 2016 | Олимпийские игры                         | Рио-де-Жанейро, Бразилия | марафон     | 7-е   | 2:11.42   |
| 2018 | Чемпионат Европы по легкой атлетике 2018 | Берлин, Германия         | марафон     | 2-е   | 2:11.24   |